# Heqing

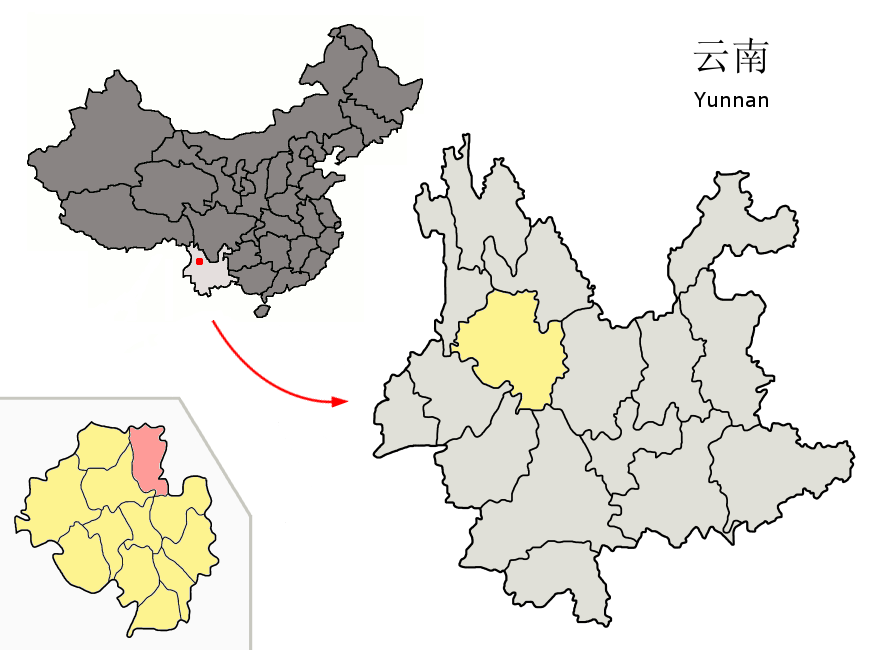
Lage des Kreises Heqing (rosa) im autonomen Bezirk Dali der Bai (gelb)

Der Kreis Heqing (鹤庆县,  Hèqìng Xiàn) ist ein Kreis im Norden des autonomen Bezirks Dali der Bai in der chinesischen Provinz Yunnan. 
Er hat eine Fläche von 2.363 km² und 243.031 Einwohner (Stand: Zensus 2020). Sein Hauptort ist die Großgemeinde Yunhe (云鹤镇).

## Administrative Gliederung
Auf Gemeindeebene setzt sich der Kreis aus sechs Großgemeinden und drei Gemeinden (davon eine Nationalitätengemeinde) zusammen. Diese sind:
- Großgemeinde Yunhe 云鹤镇
- Großgemeinde Xintun 辛屯镇
- Großgemeinde Songgui 松桂镇
- Großgemeinde Huangping 黄坪镇
- Großgemeinde Caohai 草海镇
- Großgemeinde Xiyi 西邑镇

- Gemeinde Jindun 金墩乡
- Gemeinde Duomei 朵美乡
- Gemeinde Liuhe der Yi 六合彝族乡